# Coelocarpum
Coelocarpum es un género de plantas con flores con siete especies pertenecientes a la familia de las verbenáceas. Es nativo de las regiones tropicales de África y Océano Índico. Comprende 7 especies descritas y  aceptadas.

## Taxonomía
El género fue descrito por Isaac Bayley Balfour y publicado en Proc. Roy. Soc. Edinburgh 12: 90. 1883. La especie tipo es: Coelocarpum socotranum Balf.f. (1884).

## Especies aceptadas
A continuación se brinda un listado de las especies del género Coelocarpum aceptadas hasta noviembre de 2014, ordenadas alfabéticamente. Para cada una se indica el nombre binomial seguido del autor, abreviado según las convenciones y usos.	
- Coelocarpum africanum Moldenke (1959).
- Coelocarpum glandulosum Moldenke (1950).
- Coelocarpum haggierense A.G.Mill. (2004).
- Coelocarpum humbertii Moldenke (1950).
- Coelocarpum madagascariensis Scott-Elliot (1891).
- Coelocarpum socotranum Balf.f. (1884).
- Coelocarpum swinglei Moldenke (1950).